# Прокофьев, Михаил Иванович
Михаил Иванович Прокофьев (2 октября 1935, дер. Кононково, Калининская область − 3 декабря 2007) — российский биолог, биотехнолог, академик РАСХН (1999).

## Биография
Родился в д. Кононково Бологовского района (ныне — Тверской области). Окончил Ленинградский сельскохозяйственный институт (1957).
- 1957—1961 бригадир животноводства, главный зоотехник учебно-опытного хозяйства Ленинградского СХИ;
- 1961—1966 аспирант, старший научный сотрудник Пушкинской н.-и. лаборатории разведения сельскохозяйственных животных;
- 1966—1975 старший научный сотрудник, зав. лабораторией НИИ животноводства МСХ УзССР;
- 1975—1982 заведующий лабораторией размножения и трансплантации эмбрионов, одновременно с 1980 г. заведующий отделом воспроизводства ВНИИ физиологии, биохимии и питания с.-х. животных (ВНИИФБиП, г. Боровск Калужской области);
- 1982—1991 зав. лабораторией эмбриогенетики и зав. отделом животноводства, одновременно в 1985—1987 директор Экспериментальной н.-и. базы «Горки Ленинские» ВНИИ с.-х. биотехнологии;
- с 1991 г. директор Научно-производственного биотехнологического центра по животноводству (Биотехцентр).

Учёный в области биотехнологии сельскохозяйственных животных. Доктор биологических наук (1980), профессор (1988), академик РАСХН (1999).
Автор 5 монографий.
Заслуженный деятель науки Российской Федерации (1996).

## Сочинения
- Регуляция размножения сельскохозяйственных животных. — Л.: Наука. Ленингр. отд-ние, 1983. — 263 с.
- Регуляция воспроизводства крупного рогатого скота. — М.: Московский рабочий, 1989. — 69 с.
- Основы сельскохозяйственной биотехнологии. — М.: Агропромиздат, 1990. — 384 с.
- Биотехнология сельскохозяйственных животных / Соавт. Л. К. Эрнст. — М.: Колос, 1995. — 192 c.
- Сельскохозяйственная биотехнология: Учеб. для студентов вузов, обучающихся по с.-х., естественнонауч. и пед. спец., и магистер. прогр. / Под ред. В. С. Шевелухи. — М.: Высшая школа, 1998. — 416 с.